# Khu bảo tồn thiên nhiên Sơn Trà
Khu bảo tồn thiên nhiên Sơn Trà là khu bảo tồn thiên nhiên tại quận Sơn Trà, Đà Nẵng, Việt Nam với diện tích bán đảo 4400 ha, được Bộ Lâm nghiệp công nhận vào năm 1992. Trước đó khu vực này từ năm 1977 đã được bảo vệ theo chế độ rừng cấm. Đến cuối năm 2016 Diện tích này bị mất đi ¼, do thủ tướng Nguyễn Xuân Phúc chấp thuận sử dụng phần đất này để phát triển thành Khu Du lịch Quốc gia.

## Lịch sử hình thành
Từ năm 1977, với Quyết định 41-TTg của Thủ tướng thời đó là Phạm Văn Đồng, Sơn Trà được bảo vệ theo chế độ rừng cấm với các quy định rất nghiêm ngặt áp dụng cho "toàn bộ bán đảo và vùng xung quanh chân núi kéo dài ra 500m", tổng diện tích là 4.439 ha.
Năm 1983, Ủy ban Khoa học - kỹ thuật tỉnh Quảng Nam - Đà Nẵng đã có văn bản gửi Ban quản lý nhà đất và công trình công cộng của thành phố Đà Nẵng xin địa điểm xây dựng vườn thực nghiệm. Hà Nội đã cử hai chuyên gia vào giúp các cán bộ địa phương tiến hành điều tra các thông số về tự nhiên, thổ nhưỡng, quyết định chọn bán đảo Sơn Trà làm vườn thực nghiệm với quy mô 20 ha tại Suối Đá, Bãi Nồm của bán đảo Sơn Trà. Đất rừng được giao để làm vườn thực nghiệm là đất trống đồi trọc, bị xói mòn nghiêm trọng. Vườn thực nghiệm có công dụng bảo vệ môi sinh, bảo tồn thiên nhiên; bảo tồn và phát triển lợi ích đa dạng sinh học rừng ở phân khu dịch vụ - sản xuất rừng đặc dụng Sơn Trà ở hai mái sườn Đông và Tây Suối Đá, độ cao từ 10-100m. Phương thức hoạt động của vườn thực nghiệm là tự làm, tự có, tự quản và tự chịu trách nhiệm. Vườn thực nghiệm sẽ nuôi trồng các loại cây con nguyên liệu cho công nghiệp, cây con đặc sản xuất khẩu, di thực và tập hợp gen các loại cây con quý hiếm, cây thuốc, cây gỗ quý, cây có bộ rễ sâu. Vườn có mục tiêu cải tạo, phục hồi, xây dựng và bảo vệ rừng Sơn Trà. Việc thực nghiệm theo hướng bốn mục tiêu trong quy chế rừng đặc dụng: bảo tồn sinh cảnh, nguồn gen động thực vật, cảnh quan văn hóa, lịch sử, nghiên cứu... Thời gian thi công từ quý 2 năm 1987.
Năm 1987, Quảng Nam - Đà Nẵng đề xuất và năm 1992, Bộ Lâm nghiệp công nhận Sơn Trà là khu bảo tồn thiên nhiên với diện tích bán đảo 4400 ha.
Không chỉ các nhà khoa học lâm nghiệp mà bấy giờ, rất nhiều kiều bào cũng như dân trong nước đã hướng về Sơn Trà với hi vọng xây dựng nơi đây thành một vườn vạn vật có giá trị.

### Thu hẹp
Vì nhiều lý do, vườn thực nghiệm đã không còn nguyên vẹn, một phần bị thu hồi, một phần bị phá hoại, giờ đây chỉ còn lại chút vết tích mà sư thầy Thích Thế Tường đang gìn giữ tại Sơn Trà Tịnh Viên để bảo tồn tre trúc.
Năm 2008, UBND thành phố Đà Nẵng, dựa trên Luật Bảo vệ Phát triển rừng 2004 đã ra Quyết định 6758 Phê duyệt Quy hoạch rừng ở Đà Nẵng, cắt bớt diện tích được coi là rừng đặc dụng (hay rừng cấm) của Sơn Trà xuống còn chỉ hơn một nửa là 2.591 hécta. Quyết định 6758 này của UBND thành phố Đà Nẵng đã vi phạm nguyên tắc của chính Luật Bảo vệ Phát triển Rừng 2004 là chỉ Thủ tướng mới được chuyển mục đích sử dụng khu rừng mà Thủ tướng đã xác lập trong quá khứ, chứ UBND thành phố không có thẩm quyền đó.
Quyết định 2163 của Thủ tướng Nguyễn Xuân Phúc tháng 11 năm 2016 phê duyệt quy hoạch Sơn Trà trở thành Khu Du lịch Quốc gia, theo đó ¼ bán đảo (1.056 hécta trong tổng số 4.439 hécta) được sử dụng để phát triển thành Khu Du lịch Quốc gia với các công trình nghỉ dưỡng biển cao cấp, du lịch văn hóa - tâm linh...

## Khu bảo tồn thiên nhiên
Bán đảo Sơn Trà có chiều dài khối núi 13 km, chiều rộng từ 1,5 – 5 km; chu vi bán đảo khoảng 60 km. trong đó ¾ là giáp biển, độ cao trung bình của bán đảo là 350m, điểm cao nhất là (đỉnh Ốc) cao 696m, tiếp đến là điểm truyển hình cao 647m, đỉnh quả cầu cao 621m.
Bán đảo Sơn Trà có giá trị lưu trữ đa dạng sinh học rất lớn, là một phần của vùng sinh thái Trường Sơn - một trong 200 vùng sinh thái tiêu biểu toàn cầu, là nơi trú ngụ của nhiều loài sinh vật độc đáo. Khu vực này có 985 loài thực vật bậc cao thuộc 143 họ. Hệ động vật gồm 380 loài thuộc 106 họ, trong đó có 29 loài thuộc nguồn gen quý, hiếm cần ưu tiên bảo tồn như voọc chà vá chân nâu, khỉ vàng. Sơn Trà có độ che phủ hơn 99% bằng rừng cận nguyên sinh với đầy đủ chủng loại hỗn giao, mật độ cây, trữ lượng cây vào loại đẳng cấp cao của thế giới.
Tuy nhiên, sự suy giảm các rạn san hô ở ven bờ Sơn Trà rất đáng báo động, Viện Hải Dương học Nha Trang thực hiện đề tài độc lập nghiên cứu bảo tồn, phục hồi đa dạng sinh học các hệ sinh thái trên cạn và dưới nước tại Khu bảo tồn thiên nhiên Sơn Trà. Kết quả khảo sát năm 2016 cho thấy diện tích các rạn san hô ven bờ bán đảo Sơn Trà chỉ còn 46,9 ha, giảm đi 34 ha so với diện tích đã được báo cáo năm 2006 là 80,9 ha, tức có đến 42% diện tích rạn san hô ở bán đảo Sơn Trà đã bị biến mất trong vòng 10 năm gần đây.
Với tổng diện tích rừng gần 4.000 ha và nằm phía Đông Bắc của thành phố Đà Nẵng, Sơn Trà có vai trò quan trọng trong che chắn gió, bão và điều hòa khí hậu cho thành phố Đà Nẵng. Đây cũng là nơi cung cấp nước sinh hoạt cho người dân với 20 con suối nước chảy quanh năm.